# بيسودي
بيسودي، (بالإنجليزية: Bessude)‏، (سردينيا: Bessùde) هي بلدية، في مقاطعة ساساري، في منطقة سردينيا الإيطالية، وتقع على بعد حوالي 150 كم (93 ميل) إلى الشمال من كالياري، وحوالي 25 كم (16 ميل) جنوب شرق ساساري.

## السكان
في سنة 1861 بلغ عدد السكان 699 نسمة، وتطور العدد ليصل في سنة 2011 لـ 428 نسمة.
يظهر هذا المخطط البياني تطور النمو السكاني لـ بيسودي